# 邵穆布
邵穆布，中國清朝官員，博爾濟吉特氏。滿洲鑲藍旗人。
邵穆布於康熙四十五（1706年）－康熙四十八年（1709年），奉旨接替阿山擔任兩江總督。正式官銜為「總督兩江等處地方提督軍務、糧饟、操江、統轄南河事務」的兩江總督，是清朝九位最高級的封疆大臣之一，總管中國江蘇、安徽和江西三省的軍民政務。